# Front Obrer (Espanya)
El Front Obrer (en castellà: Frente Obrero; FO per les seves sigles) és una organització política espanyola sincrètica, constituïda com a partit polític, d'ideologia republicana, comunista, hoxhaista i en contra de la permanència d'Espanya a l'OTAN i a la Unió Europea.
Entre les organitzacions que l'integren es troben el Partit Marxista-Leninista (Reconstrucció Comunista), la Joventut del Front Obrer, Juventud Combativa, Front Republicà, el sindicat Front d'Obrers en Lluita, el Banc Obrer, l'Esperança Obrera i la secció estudiantil Estudiants en Lluita.
L'organització es caracteritza per les seves accions en contra de diferents partits polítics i els seus discursos en contra del feminisme, l'ecologisme o el col·lectiu LGBT.
El 12 de juny del 2022 es va celebrar el seu primer congrés, en què va passar de ser una organització política a ser un partit polític.

## Història

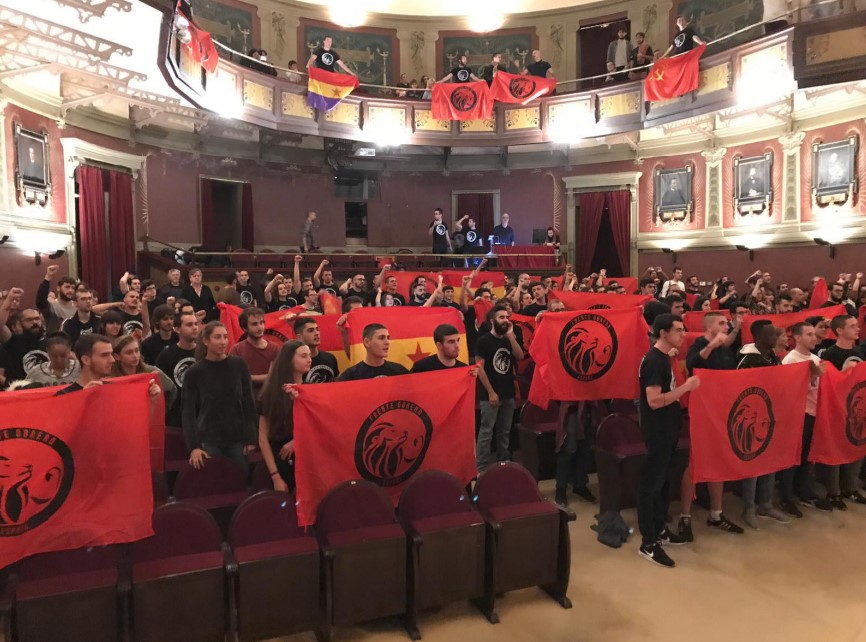
El Front Obrer en l'acte realitzat a l'Ateneu de Madrid

### Orígens
El Front Obrer es va constituir el 14 d'octubre del 2018 a l'Ateneu de Madrid com a front de masses del Partit Marxista-Leninista (RC). Durant l'acte van intervenir diversos representants de les organitzacions que conformen el front, tancant les intervencions el secretari del PML (RC), Roberto Vaquero Arribas.
Posteriorment, el Front Obrer es va expandir per diverses ciutats d'Espanya, com la Corunya, Lleó, Ponferrada, Saragossa o Cadis.

### Constitució com a partit
El 12 de juny del 2022 es va celebrar el primer congrés. Es va votar a mà alçada la decisió de convertir-se en un partit polític, proposta que va ser aprovada pels militants, escollint com a president a Roberto Vaquero Arribas. Durant el congrés van intervenir representants d'altres organitzacions, com el Front Polisario.

### Escarnis a polítics
El dia 19 de febrer de 2019 diversos membres del Front Obrer i de les seves joventuts van increpar el polític de Més Madrid, Iñigo Errejón, mentre feia campanya al barri de l'Hortaleza, en el marc de la celebració de les eleccions regionals de la Comunitat de Madrid. Més d'un any després, el març del 2020, militants del partit es van concentrar davant la celebració d'un acte a la Universitat Complutense de Madrid que comptaria amb una ponència del llavors vicepresident del Govern, Pablo Iglesias.

### Resultats electorals
El partit es va presentar a les eleccions municipals de maig de 2023 a quatre municipis, aconseguint un regidor a Mandayona i a les generals de juliol es van presentar al Congrés a totes les circumscripcions tret de Huelva i Melilla, obtenint 46.530 vots sense aconseguint representació, presentant com a cap de llista a Alicia Sanz Fernández, que també ho faria a les eleccions al Parlament de Catalunya de 2024.
| Eleccions al Parlament Europeu | Eleccions al Parlament Europeu | Eleccions al Parlament Europeu | Eleccions al Parlament Europeu | Eleccions al Parlament Europeu | Eleccions al Parlament Europeu | Eleccions al Parlament Europeu | Eleccions al Parlament Europeu | Eleccions al Parlament Europeu |
| Any                            | Candidat                       | Vots                           | +/–                            | %                              | +/–                            | Escons                         | +/–                            |                                |
| ------------------------------ | ------------------------------ | ------------------------------ | ------------------------------ | ------------------------------ | ------------------------------ | ------------------------------ | ------------------------------ | ------------------------------ |
| 2024                           | Roberto Vaquero Arribas        | 66.242                         | N/D                            | 0,38                           | N/D                            | 0 / 64                         | N/D                            |                                |

## Crítiques
El partit ha fet gala d'un pretès antipostmodernisme com a manera de diferenciar-se de la resta de forces comunistes i de l'esquerra espanyola. Això els ha motivat crítiques des de sectors progressistes pel caire transfòbic de diverses de les seves accions, sent habitual l'apel·latiu de rojipardos per referir-se als membres de l'organització. A més d'això, el partit «matriu» del Front Obrer, el PML (RC), ha estat criticat pel comportament de diversos militants, comptant amb la condemna penal d'una.